# Lennart Skoglund
Karl Lennart Skoglund (24. december 1929 - 8. juli 1975) var en svensk fodboldspiller (venstre wing), der vandt sølv med Sveriges landshold ved VM 1958 på hjemmbane. Han spillede alle svenskernes seks kampe i turneringen, inklusive finalenederlaget til Brasilien. Han deltog også ved VM 1950 i Brasilien, hvor svenskerne vandt bronze, og i alt nåede han at spille 11 landskampe og score ét mål.
På klubplan repræsenterede Skoglund først Stockholm-storklubberne Hammarby og AIK, inden han blev professionel i Italien. Her spillede han hele ni år hos Inter, som han vandt to Serie A-titler med. Senere var han også tilknyttet Sampdoria og Palermo.
Skoglund døde i 1975, i en alder af kun 45 år, efter en lang kamp med alkoholisme og stofmisbrug.

## Titler
Svenska Cupen
- 1951 med AIK

Serie A
- 1953 og 1954 med Inter